# Luigi I di Melun
Luigi I di Melun, principe di Épinoy, marchese di Roubaix (27 ottobre 1673 – Strasburgo, 24 settembre 1704), è stato un generale francese.
Era figlio di Alessandro Guglielmo di Melun (†16 febbraio 1679) e di Giovanna Pelagia di Rohan-Chabot (1651 – 1698).

## Biografia
Fu battezzato il 3 maggio 1675 a Versailles da Jacques Bénigne Bossuet, vescovo di Condom e precettore del Gran Delfino, avendo come padrino e madrina rispettivamente il re Luigi XIV e la regina Maria Teresa d'Asburgo. Successe nella signoria di Roubaix, all'età di 5 anni e mezzo, sotto la tutela della madre.
Divenne colonnello del Reggimento Colonnello-Generale di Piccardia e fu nominato maresciallo di campo nel febbraio 1702. Prestò servizio nelle Fiandre nel 1703 e il 30 giugno del medesimo anno partecipò alla battaglia di Ekeren (Guerra di successione spagnola).
Il 24 settembre del 1704 morì a Strasburgo di vaiolo. Il suo cuore fu trasportato a Lilla e inumato nella chiesa dei domenicani.

## Matrimonio e discendenza
Il 7 ottobre 1691 Luigi I di Melun sposò Elisabetta Teresa di Lorena dalla quale ebbe due figli:
- Luigi II, duca di Joyeuse, che sposò prima Armande de La Tour d'Auvergne, dalla quale non ebbe figli; sposò in seconde nozze Maria Anna di Borbone, che non gli diede figli;
- Anna Giulia di Melun, che sposò Jules de Rohan, principe di Soubise ed ebbe figli; fu nonna di Carlotta di Rohan, moglie di Luigi Giuseppe, principe di Condé.